# Carl Herb
Carl Herb, modernisiert Karl Herb, Pseudonym: Carolus Asper, (* 17. Oktober 1871 in Pforzheim; † 1935 in Potsdam) war ein deutscher Schriftsteller.

## Leben
Er war der Sohn des Pforzheimer Fabrikbesitzers Wilhelm Herb und dessen Ehefrau Josephine geborene Katz. Seine Vorfahren waren väterlicherseits ursprünglich Landwirte und Mitbegründer der deutschen Goldwarenindustrie. Mütterlicherseits stammte Carl Herb aus einem alten Flößergeschlecht.
Nachdem Carl Herb zunächst Privatunterricht durch Hauslehrer erhalten hatte, besuchte er das Realgymnasium und hörte anschließend Vorlesungen an den Universitäten in Jena und in Paris. Dann schlug er eine kaufmännische Ausbildung in Hamburg und Habana ein. Einige Zeit war er Angestellter in Barcelona, wechselte dann nach Le Havre, Paris und London. Er unternahm langjährige Reisen nach Westindien, Venezuela, Kolumbien und Zentralamerika und machte sich im Lebensmittel-Großhandel selbstständig. Daneben war er als Vizekonsul tätig.
Seine große Leidenschaft galt der Schriftstellerei. Er spezialisierte sich auf die Themen Religion, Philosophie und Reisen. Er gehörte dem Deutschen Schriftstellerverband an und war Presse- und Propagandawart.
Seinen Wohnsitz hatte er zuletzt in Alt-Langerwisch in der preußischen Provinz Brandenburg.
Verheiratet war Carl Herb seit 1894 mit Alwine geborene Thereslowna Menger-Demidoff und in zweiter Ehe mit Martha Emma Neumann. Zu seinen Kindern zählt die Konzertsängerin Gerda Wolff-Meurer, die zweite Frau von Kurt Erich Meurer. Seine zweite Tochter war Hilde Herb, die Lebensgefährtin von Paul Zech. Sie nahm sich 1940 das Leben.

## Schriften (Auswahl)
- Brombeeren aus Heimat und Fremde, Folge 1, München, [1930].
- Brombeeren aus Heimat und Fremde, Folge 2, München, [1930].
- Brombeeren aus Heimat und Fremde, Folge 3, München, [1930].
- Marschall Graf Miranda in Potsdam. In: Potsdamer Jahresschau 1933, S. 53.
- Kontinente im Vergleich, Teil: Europa – Südamerika, 3., erw. Auflage mit einer Darstellung der indigenen Völker des 19. Jahrhunderts in Farblithographien und neuen Farbfotos von Sibylle Festner, Nusser, München ca. 2010, ISBN 978-3-86120-245-5.

Die Publikation Oclla, das Mädchen mit den versteinerten Augen. Eine Geschichte der Indios, erzählt von dem Gaucho Pablo Ché. Niedergeschrieben von Karl Herb. Herausgegeben von Johannes Gaitanides. Frankfurt am Main: Schauer, 1948, wurde nicht von Karl Herb, sondern von Paul Zech niedergeschrieben.